# Hogna cinica
Hogna cinica är en spindelart som först beskrevs av Ezio Tongiorgi 1977.  Hogna cinica ingår i släktet Hogna och familjen vargspindlar. Inga underarter finns listade i Catalogue of Life.